# Campeonato Uruguaio de Futebol de 2010–11
O Campeonato Uruguaio de Futebol de 2010–11 foi a 80ª edição da era profissional do Campeonato Uruguaio. Nesta temporada, a competição teve o nome de 100 años de la Camiseta Celeste. O Defensor Sporting, vencedor do Torneio Apertura, e o Nacional, vencedor do Torneio Clausura, jogaram a semifinal da competição, onde o Nacional ganhou a partida e sagrou-se campeão uruguaio sem a necessidade de uma final, já que o time Tricolor ficou em primeiro lugar na tabela anual, que é a soma dos pontos obtidos nos torneios Apertura e Clausura.

## Regulamento
As equipes participantes jogam os torneios Apertura e Clausura, no segundo semestre de 2010 e no primeiro de 2011, respectivamente. Ambos os torneios são sob o sistema de pontos corridos, em um único turno.
Os campeões dos Torneios Apertura e Clausura disputam uma semifinal. O ganhador da partida enfrenta o vencedor da tabela anual (soma dos pontos obtidos nos torneios Apertura e Clausura) em dois jogos finais, onde quem vencer torna-se o campeão do Campeonato Uruguaio.
Com tal regulamento, existem duas possibilidades de haver um campeão sem a disputa da final: no caso de um time vencer um dos Torneios, Apertura ou Clausura, e vencer também a tabela anual, basta derrotar seu oponente na semifinal para sagrar-se campeão antecipado, já que teria terminado a tabela anual no primeiro lugar. A outra possibilidade é uma equipe ganhar os dois Torneios, Apertura e Clausura, para sagrar-se campeã, já que por consequência disso terminaria na primeira colocação da tabela anual e não haveria necessidade de jogar sequer semifinal.
A tabela de descenso consiste na soma dos pontos da tabela anual desta temporada e da temporada passada. As equipes que subiram da Segunda Divisão tem seus pontos multiplicados por 2. São rebaixados à Segunda Divisão os três piores clubes colocados na tabela de descenso.

## Participantes
16 equipes participam do Campeonato Uruguaio. Atenas, Cerrito e Cerro Largo foram rebaixados na temporada passada. El Tanque Sisley, Bella Vista e Miramar Misiones subiram como campeão, vice-campeão e terceiro lugar da Segunda Divisão, respectivamente. Todas as equipes nesta temporada são de Montevidéu, exceto o Tacuarembó, da cidade homônima.
| Equipe               | Cidade     | Estádio                     | Capacidade | Títulos (último) |
| -------------------- | ---------- | --------------------------- | ---------- | ---------------- |
| Bella Vista          | Montevidéu | Parque José Nasazzi         | 15.000     | 1 (1990)         |
| Central Español      | Montevidéu | Parque Palermo              | 6.500      | 1 (1984)         |
| Cerro                | Montevidéu | Luis Trócolli               | 25.000     | 0 (não possui)   |
| Danubio              | Montevidéu | Jardines del Hipódromo      | 20.000     | 3 (2006–07)      |
| Defensor Sporting    | Montevidéu | Luis Franzini               | 18.000     | 4 (2007–08)      |
| El Tanque Sisley     | Montevidéu | Víctor Della Valle          | 6.000      | 0 (não possui)   |
| Fénix                | Montevidéu | Parque Capurro              | 10.000     | 0 (não possui)   |
| Liverpool            | Montevidéu | Belvedere                   | 10.000     | 0 (não possui)   |
| Miramar Misiones     | Montevidéu | Parque Luis Méndez Piana    | 6.500      | 0 (não possui)   |
| Montevideo Wanderers | Montevidéu | Parque Alfredo Victor Viera | 12.000     | 4 (1931)         |
| Nacional             | Montevidéu | Gran Parque Central         | 25.000     | 42 (2008–09)     |
| Peñarol              | Montevidéu | Centenário                  | 65.235     | 48 (2009–10)     |
| Racing               | Montevidéu | Parque Osvaldo Roberto      | 8.500      | 0 (não possui)   |
| Rampla Juniors       | Montevidéu | Olímpico de Montevideo      | 9.500      | 1 (1923)         |
| River Plate          | Montevidéu | Saroldi                     | 12.000     | 0 (não possui)   |
| Tacuarembó           | Tacuarembó | Raúl Goyenola               | 12.000     | 0 (não possui)   |

## Classificação

### Torneio Apertura
O Torneio Apertura começou em 21 de agosto de 2010 e terminou em 5 de dezembro do mesmo ano.
| Pos | Equipe            | Pts | J  | V | E | D  | GP | GC | SG  |
| --- | ----------------- | --- | -- | - | - | -- | -- | -- | --- |
| 1º  | Defensor Sporting | 30  | 15 | 9 | 3 | 3  | 31 | 13 | 18  |
| 2º  | Nacional          | 29  | 15 | 8 | 5 | 2  | 28 | 18 | 10  |
| 3º  | Bella Vista       | 29  | 15 | 9 | 2 | 4  | 24 | 18 | 6   |
| 4º  | El Tanque Sisley  | 28  | 15 | 8 | 4 | 3  | 21 | 18 | 3   |
| 5º  | Danubio           | 26  | 15 | 7 | 5 | 3  | 24 | 14 | 10  |
| 6º  | Peñarol           | 25  | 15 | 7 | 4 | 4  | 24 | 17 | 7   |
| 7º  | Wanderers         | 21  | 15 | 5 | 6 | 4  | 20 | 16 | 4   |
| 8º  | Liverpool         | 21  | 15 | 5 | 6 | 4  | 18 | 19 | -1  |
| 9º  | Cerro             | 19  | 15 | 4 | 7 | 4  | 15 | 17 | -2  |
| 10º | Fénix             | 18  | 15 | 4 | 6 | 5  | 21 | 20 | 1   |
| 11º | River Plate       | 18  | 15 | 5 | 3 | 7  | 16 | 23 | -7  |
| 12º | Central Español   | 17  | 15 | 4 | 5 | 6  | 21 | 25 | -4  |
| 13º | Racing            | 14  | 15 | 3 | 5 | 7  | 14 | 20 | -6  |
| 14º | Rampla Juniors    | 12  | 15 | 2 | 6 | 7  | 19 | 27 | -8  |
| 15º | Miramar Misiones  | 11  | 15 | 2 | 5 | 8  | 14 | 23 | -9  |
| 16º | Tacuarembó        | 5   | 15 | 1 | 2 | 12 | 10 | 32 | -22 |

|  | Vencedor do Torneio Apertura e classificado à semifinal. |

### Torneio Clausura
O Torneio Clausura começou em 5 de fevereiro de 2011 e terminou em 5 de junho do mesmo ano.
| Pos | Equipe            | Pts | J  | V  | E | D  | GP | GC | SG  |
| --- | ----------------- | --- | -- | -- | - | -- | -- | -- | --- |
| 1º  | Nacional          | 34  | 15 | 11 | 1 | 3  | 32 | 13 | 19  |
| 2º  | Defensor Sporting | 28  | 15 | 8  | 4 | 3  | 19 | 12 | 7   |
| 3º  | Peñarol           | 27  | 15 | 8  | 3 | 4  | 28 | 20 | 8   |
| 4º  | Fénix             | 27  | 15 | 7  | 6 | 2  | 23 | 15 | 8   |
| 5º  | Racing            | 24  | 15 | 7  | 3 | 5  | 25 | 22 | 3   |
| 6º  | Central Español   | 23  | 15 | 6  | 5 | 4  | 26 | 17 | 9   |
| 7º  | Cerro             | 23  | 15 | 6  | 5 | 4  | 19 | 21 | -2  |
| 8º  | Wanderers         | 20  | 15 | 5  | 5 | 5  | 24 | 17 | 7   |
| 9º  | Liverpool         | 19  | 15 | 5  | 4 | 6  | 22 | 20 | 2   |
| 10º | Rampla Juniors    | 19  | 15 | 5  | 4 | 6  | 18 | 25 | -7  |
| 11º | Tacuarembó        | 19  | 15 | 6  | 1 | 8  | 17 | 26 | -9  |
| 12º | River Plate       | 17  | 15 | 5  | 2 | 8  | 29 | 34 | -5  |
| 13º | Danubio           | 15  | 15 | 4  | 3 | 8  | 17 | 26 | -9  |
| 14º | Bella Vista       | 15  | 15 | 3  | 6 | 6  | 16 | 18 | -2  |
| 15º | El Tanque Sisley  | 13  | 15 | 4  | 1 | 10 | 18 | 29 | -11 |
| 16º | Miramar Misiones  | 9   | 15 | 2  | 3 | 10 | 11 | 29 | -18 |

|  | Vencedor do Torneio Clausura e classificado à semifinal. |

### Tabela anual
A tabela anual resulta na soma dos pontos obtidos nos Torneios Apertura e Clausura.
| Pos | Equipe            | Pts | J  | V  | E  | D  | GP | GC | SG  |
| --- | ----------------- | --- | -- | -- | -- | -- | -- | -- | --- |
| 1º  | Nacional          | 63  | 30 | 19 | 6  | 5  | 60 | 31 | 29  |
| 2º  | Defensor Sporting | 58  | 30 | 17 | 7  | 6  | 50 | 25 | 25  |
| 3º  | Peñarol           | 52  | 30 | 15 | 7  | 8  | 52 | 37 | 15  |
| 4º  | Fénix             | 45  | 30 | 11 | 12 | 7  | 44 | 35 | 9   |
| 5º  | Bella Vista       | 44  | 30 | 12 | 8  | 10 | 40 | 36 | 4   |
| 6º  | Cerro             | 42  | 30 | 10 | 12 | 8  | 34 | 39 | -5  |
| 7º  | Wanderers         | 41  | 30 | 10 | 11 | 9  | 44 | 33 | 11  |
| 8º  | Danubio           | 41  | 30 | 11 | 8  | 11 | 41 | 40 | 1   |
| 9º  | El Tanque Sisley  | 41  | 30 | 12 | 5  | 13 | 39 | 47 | -8  |
| 10º | Central Español   | 40  | 30 | 10 | 10 | 10 | 47 | 42 | 5   |
| 11º | Liverpool         | 40  | 30 | 10 | 10 | 10 | 40 | 39 | 1   |
| 12º | Racing            | 38  | 30 | 10 | 8  | 12 | 40 | 42 | -2  |
| 13º | River Plate       | 35  | 30 | 10 | 5  | 15 | 45 | 57 | -12 |
| 14º | Rampla Juniors    | 31  | 30 | 7  | 10 | 13 | 37 | 52 | -15 |
| 15º | Tacuarembó        | 24  | 30 | 7  | 3  | 20 | 27 | 58 | -31 |
| 16º | Miramar Misiones  | 20  | 30 | 4  | 8  | 18 | 25 | 52 | -27 |

|  | Vencedor da tabela anual e classificado à final. |

#### Confrontos
Em verde as vitórias da equipe mandante, em vermelho da equipe visitante e em azul os empates.
| Mandante\Visitante | BeV | CEs | Cer | Dan | Def | Fén | Liv | MMi | Nac | Peñ | Rac | Ram | Riv | Tac | TaS | Wan |
| ------------------ | --- | --- | --- | --- | --- | --- | --- | --- | --- | --- | --- | --- | --- | --- | --- | --- |
| Bella Vista        |     | 1-1 | 0-1 | 4-1 | 1-1 | 0-0 | 2-4 | 3-2 | 0-1 | 1-2 | 1-0 | 3-2 | 1-0 | 3-2 | 1-2 | 0-1 |
| Central Español    | 0-1 |     | 0-0 | 1-0 | 2-0 | 1-1 | 1-2 | 0-1 | 1-3 | 2-3 | 1-1 | 5-1 | 2-0 | 1-0 | 3-5 | 2-1 |
| Cerro              | 2-4 | 1-5 |     | 0-0 | 2-1 | 1-1 | 2-1 | 1-1 | 4-1 | 0-2 | 1-1 | 1-1 | 0-0 | 2-2 | 2-1 | 1-1 |
| Danubio            | 2-0 | 4-2 | 1-0 |     | 1-1 | 1-0 | 3-2 | 5-2 | 0-1 | 2-0 | 3-3 | 1-2 | 3-1 | 2-0 | 0-0 | 0-0 |
| Defensor Sporting  | 1-2 | 1-1 | 2-0 | 1-1 |     | 5-1 | 3-0 | 2-0 | 1-2 | 1-1 | 3-0 | 4-1 | 4-1 | 1-0 | 3-1 | 1-2 |
| Fénix              | 2-2 | 0-1 | 4-0 | 1-0 | 0-1 |     | 0-0 | 2-1 | 2-1 | 2-2 | 1-1 | 3-0 | 4-1 | 1-1 | 0-1 | 2-2 |
| Liverpool          | 1-1 | 2-2 | 0-2 | 1-1 | 1-2 | 2-1 |     | 0-0 | 0-2 | 2-4 | 1-0 | 3-1 | 1-1 | 3-0 | 1-0 | 0-2 |
| Miramar Misiones   | 0-0 | 0-1 | 1-1 | 1-2 | 0-1 | 0-1 | 4-0 |     | 2-4 | 3-0 | 1-1 | 1-2 | 1-1 | 1-0 | 0-1 | 0-4 |
| Nacional           | 1-0 | 3-1 | 3-0 | 2-1 | 3-0 | 0-3 | 0-0 | 3-1 |     | 0-0 | 3-0 | 0-2 | 6-1 | 3-0 | 5-2 | 1-1 |
| Peñarol            | 2-1 | 2-2 | 2-1 | 1-0 | 0-1 | 1-1 | 1-2 | 3-1 | 0-1 |     | 0-1 | 1-1 | 1-4 | 5-0 | 0-0 | 2-1 |
| Racing             | 1-2 | 1-1 | 1-2 | 6-0 | 0-3 | 2-4 | 1-1 | 1-2 | 2-2 | 2-1 |     | 3-2 | 2-0 | 3-2 | 3-1 | 0-2 |
| Rampla Juniors     | 1-0 | 2-2 | 0-0 | 0-0 | 0-0 | 2-2 | 1-1 | 2-0 | 1-2 | 1-3 | 1-1 |     | 0-1 | 1-0 | 4-2 | 4-1 |
| River Plate        | 2-2 | 1-3 | 3-4 | 3-1 | 1-1 | 1-2 | 1-2 | 2-1 | 4-2 | 2-1 | 1-4 | 1-2 |     | 2-0 | 1-2 | 4-2 |
| Tacuarembó         | 1-2 | 2-1 | 0-1 | 0-3 | 1-3 | 3-0 | 3-2 | 1-1 | 0-3 | 1-5 | 0-2 | 1-0 | 2-1 |     | 1-2 | 2-1 |
| El Tanque Sisley   | 0-0 | 1-0 | 0-2 | 3-2 | 0-1 | 0-1 | 1-1 | 4-1 | 1-1 | 2-4 | 1-0 | 3-2 | 2-1 | 0-1 |     | 1-1 |
| Wanderers          | 0-2 | 2-2 | 0-0 | 1-1 | 0-1 | 2-2 | 1-0 | 1-1 | 1-1 | 1-2 | 0-1 | 2-0 | 1-2 | 2-0 | 5-1 |     |

### Tabela de descenso
A tabela de descenso consiste na soma do pontos da tabela anual desta temporada e da temporada passada. As equipes que subiram da Segunda Divisão tem seus pontos multiplicados por 2.
| Pos | Equipe            | 2009–10 | 2010–11 | Pts | J  | Total |
| --- | ----------------- | ------- | ------- | --- | -- | ----- |
| 1º  | Nacional          | 63      | 63      | 126 | 60 | 126   |
| 2º  | Peñarol           | 69      | 52      | 120 | 60 | 121   |
| 3º  | Defensor Sporting | 46      | 58      | 101 | 60 | 104   |
| 4º  | Liverpool         | 51      | 40      | 91  | 60 | 91    |
| 5º  | Bella Vista       | 2ª div. | 44      | 44  | 30 | 88    |
| 6º  | Cerro             | 40      | 42      | 79  | 60 | 82    |
| 6º  | El Tanque Sisley  | 2ª div. | 41      | 41  | 30 | 82    |
| 6º  | Wanderers         | 41      | 41      | 82  | 60 | 82    |
| 9º  | River Plate       | 46      | 35      | 80  | 60 | 81    |
| 10º | Danubio           | 39      | 41      | 79  | 60 | 80    |
| 10º | Fénix             | 35      | 45      | 77  | 60 | 80    |
| 12º | Racing            | 39      | 38      | 77  | 60 | 77    |
| 12º | Rampla Juniors    | 46      | 31      | 77  | 60 | 77    |
| 14º | Central Español   | 34      | 40      | 74  | 60 | 74    |
| 15º | Tacuarembó        | 34      | 24      | 58  | 60 | 58    |
| 16º | Miramar Misiones  | 2ª div. | 20      | 20  | 30 | 40    |

|  | Rebaixados à Segunda Divisão. |

Promovidos para a próxima temporada: Rentistas, Cerrito e Cerro Largo.

## Fase final
|  | Semifinal                               | Semifinal |  |  | Final                               | Final | Final |
|  |                                         |           |  |  |                                     |       |       |
|  |                                         |           |  |  |                                     |       |       |
|  | Defensor (Vencedor do Torneio Apertura) | 0         |  |  |                                     |       |       |
|  | Nacional (Vencedor do Torneio Clausura) | 1         |  |  |                                     |       |       |
|  |                                         |           |  |  |                                     |       |       |
|  |                                         |           |  |  | Nacional (Vencedor da semifinal)    | —     | —     |
|  |                                         |           |  |  | Nacional (Vencedor da tabela anual) | —     | —     |
|  |                                         |           |  |  |                                     |       |       |

### Semifinal
O Nacional eliminou o Defensor Sporting na semifinal e se consagrou campeão da competição sem a necessidade de uma final, já que os Tricolores terminaram na primeira colocação da tabela anual.
| 12 de junho de 2011 | Defensor Sporting | 0 – 1     | Nacional   | Estádio Centenário, Montevidéu         |
| 16:00 (UTC−3)       |                   | Relatório | Viudez 20' | Público: 50 000 Árbitro: Darío Ubríaco |

| Defensor Sporting | Nacional |

|               |    |                   |     |     |
|               |    |                   |     |     |
| G             | 1  | Martín Silva      |     |     |
| LD            | 8  | Damián Suárez     |     |     |
| Z             | 4  | Mario Risso       |     |     |
| Z             | 3  | Néstor Moiraghi   | 43' |     |
| LE            | 23 | Adrián Argachá    |     |     |
| V             | 15 | Diego Rodríguez   | 48' |     |
| V             | 6  | Sebastián Suárez  |     | 58' |
| M             | 14 | Eduardo Aranda    |     |     |
| M             | 10 | Brahian Alemán    |     | 64' |
| A             | 16 | Ignacio Risso     |     | 69' |
| A             | 11 | David Texeira     |     |     |
| Reservas:     |    |                   |     |     |
| G             | 12 | Yonatan Irrazábal |     |     |
| D             | 2  | Ramón Arias       |     |     |
| MC            | 25 | Andrés Fleurquin  |     |     |
| MC            | 21 | Ignacio Lores     |     | 64' |
| MC            | 5  | Diego Ferreira    |     |     |
| A             | 20 | Adrián Luna       | 89' | 58' |
| A             | 18 | Mauro Vila        |     | 69' |
| Treinador:    |    |                   |     |     |
| Pablo Repetto |    |                   |     |     |

|                     |    |                     |     |     |
|                     |    |                     |     |     |
| G                   | 25 | Rodrigo Muñoz       |     |     |
| LD                  | 13 | Gabriel Marques     | 39' |     |
| Z                   | 2  | Alejandro Lembo     |     |     |
| Z                   | 19 | Sebastián Coates    |     |     |
| LE                  | 4  | Alexis Rolín        |     |     |
| V                   | 23 | Facundo Píriz       | 73' |     |
| M                   | 8  | Matías Cabrera      |     |     |
| M                   | 22 | Mauricio Pereyra    |     |     |
| A                   | 15 | Tabaré Viudez       |     | 83' |
| A                   | 20 | Santiago García     |     | 46' |
| A                   | 24 | Richard Porta       |     | 66' |
| Reservas:           |    |                     |     |     |
| G                   | 1  | Leonardo Burián     |     |     |
| D                   | 3  | Jadson Viera        |     |     |
| MC                  | 5  | Anderson Silva      |     |     |
| MC                  | 17 | Maximiliano Calzada |     |     |
| MC                  | 10 | Marcelo Gallardo    |     | 66' |
| A                   | 6  | Nicolás Vigneri     |     | 83' |
| A                   | 7  | Nicolás López       |     | 46' |
| Treinador:          |    |                     |     |     |
| Juan Ramón Carrasco |    |                     |     |     |

| Homem do jogo: Mauricio Pereyra Árbitros assistentes: William Casavieja Raúl Hartwig Quarto árbitro: Gustavo Siegler |

## Clubes classificados às competições da CONMEBOL

### Copa Libertadores da América de 2012
| Clube             | Classificado como (fase em que entra)                        |
| ----------------- | ------------------------------------------------------------ |
| Nacional          | Campeão uruguaio (fase de grupos da Libertadores).           |
| Defensor Sporting | Vice-campeão uruguaio (fase de grupos da Libertadores).      |
| Peñarol           | 3º colocado da tabela anual (primeira fase da Libertadores). |

### Copa Sul-Americana de 2011
| Clube       | Classificado como (fase em que entra)                         |
| ----------- | ------------------------------------------------------------- |
| Nacional    | Campeão uruguaio (segunda fase da Sul-Americana).             |
| Fénix       | 4º colocado da tabela anual (primeira fase da Sul-Americana). |
| Bella Vista | 5º colocado da tabela anual (primeira fase da Sul-Americana). |

## Artilheiros

### Torneio Apertura[3]
| Jogador              | Equipe            | Gols |
| -------------------- | ----------------- | ---- |
| Santiago García      | Nacional          | 15   |
| Rodrigo Mora         | Defensor Sporting | 11   |
| Diego Alonso         | Peñarol           | 9    |
| Federico Rodríguez   | Bella Vista       | 9    |
| Diego Martiñones     | Central Español   | 7    |
| Nicolás Guevara      | Rampla Juniors    | 7    |
| Diego Vera           | Liverpool         | 6    |
| Federico Puppo       | River Plate       | 6    |
| Leonardo Medina      | Miramar Misiones  | 6    |
| Maximiliano Callorda | El Tanque Sisley  | 6    |
| Sebastián Gaitán     | El Tanque Sisley  | 6    |

### Torneio Clausura[4]
| Jogador           | Equipe           | Gols |
| ----------------- | ---------------- | ---- |
| Cristian Palacios | Central Español  | 15   |
| Líber Quiñones    | Racing           | 8    |
| Maximiliano Pérez | Fénix            | 8    |
| Santiago García   | Nacional         | 8    |
| Gabriel Álvez     | El Tanque Sisley | 6    |

### Total
| Jogador                | Equipe                     | Gols |
| ---------------------- | -------------------------- | ---- |
| Santiago García        | Nacional                   | 23   |
| Cristian Palacios      | Peñarol / Central Español  | 16   |
| Maximiliano Pérez      | Fénix                      | 12   |
| Diego Alonso           | Peñarol                    | 11   |
| Rodrigo Mora           | Defensor Sporting          | 11   |
| Diego Perrone          | Danubio                    | 9    |
| Federico Rodríguez     | Bella Vista                | 9    |
| Jean Pierre Barrientos | Racing                     | 9    |
| Ignacio Risso          | Defensor Sporting          | 9    |
| Federico Puppo         | River Plate                | 8    |
| Líber Quiñones         | Racing                     | 8    |
| Nicolás Guevara        | Rampla Juniors / Liverpool | 8    |
| Anderson Gonzaga       | Danubio                    | 7    |
| Diego Martiñones       | Central Español            | 7    |
| Leonardo Medina        | Miramar Misiones           | 7    |

## Premiação
| Campeonato Uruguaio de 2010–11 |
| ------------------------------ |
| Nacional Campeão (43º título)  |